# El Gonzalo de Paúl
El Gonzalo de Paúl är en ort i Mexiko.   Den ligger i kommunen Pénjamo och delstaten Guanajuato, i den centrala delen av landet, 290 km väster om huvudstaden Mexico City. El Gonzalo de Paúl ligger 1 792 meter över havet och antalet invånare är 210.
Terrängen runt El Gonzalo de Paúl är kuperad åt nordväst, men åt sydost är den platt. Runt El Gonzalo de Paúl är det ganska tätbefolkat, med 111 invånare per kvadratkilometer. Närmaste större samhälle är Pénjamo, 2,8 km sydväst om El Gonzalo de Paúl. Trakten runt El Gonzalo de Paúl består till största delen av jordbruksmark.